# Championnat du Lesotho féminin de football
Le championnat du Lesotho féminin de football ou Super League est une compétition de football féminin au Lesotho.

## Palmarès
| Saison    | Champion                  |
| --------- | ------------------------- |
| 2015      | Likhosatsana FC           |
| 2016      | Setoko FC                 |
| 2017      | Likhosatsana FC           |
| 2018      | Kick4Life LFC             |
| 2018-2019 | Lesotho Defence Force LFC |
| 2019-2020 | Lesotho Defence Force LFC |
| 2021      | Kick4Life LFC             |
| 2022      | Lesotho Defence Force LFC |
| 2023      | Lesotho Defence Force LFC |
| 2024      | Lesotho Defence Force LFC |
| 2025      | Kick4Life LFC             |